# 北谷町
北谷町（ちゃたんちょう）は、沖縄県中頭郡に属する町。沖縄本島中部西海岸に位置している。

## 概要
北谷町の町名は「きたたんまきり」に由来し、「きたたん」は古い地名であり、「まきり」は琉球特有の行政区画単位を意味する（間切も参照）。 1577年に尚真王が「きたたんおきて」と称する地方役人に給した辞令書が初出とされる。「北谷」の漢字は1609年の島津侵入（琉球侵攻）以降に日本の幕藩体制に組み込まれる過程で漢字が当てられた。
西海岸に位置する美浜地区には、観光客や駐留米軍関係者に人気のスポットアメリカンビレッジがあり、地域でも比較的大規模なイオン琉球（旧・琉球ジャスコ）イオン北谷店（イオン北谷ショッピングセンター）といった娯楽・店舗施設を擁しており、多くの地元県民や観光客が訪れている。
北谷町内にはキャンプ・フォスター、キャンプ桑江（キャンプ・レスター） 嘉手納飛行場、陸軍貯油施設の4つの米軍関係施設があり、町の総面積の52.3%を占めているため、残りの6.64 km2に約2万8000人の町民が暮らしている。
北谷公園野球場があり、プロ野球の中日ドラゴンズが春季キャンプを行っていることでも知られる。

## 地理

### 町字一覧
村制時の8村を引き継いだ以下の8字を置いていた。
- 伊礼（いれい）
- 桑江（くわえ）
- 砂辺（すなべ）
- 玉代勢（たまよせ）
- 北谷（ちゃたん）
- 伝道（でんどう）
- 浜川（はまがわ）
- 平安山（へんざん）

1951年、字が以下の通り再編された。8字中4字は廃止され、残る4字も分割により区域が減ったものが多い。
- 伊平（いへい）：伊礼・平安山の一部より新設。
- 大村（おおむら）：玉代勢・伝道の一部より新設。
- 上勢頭（かみせいど）：伊礼・平安山の一部より新設。
- 北前（きたまえ）：北谷の一部より新設。
- 桑江（くわえ）
- 下勢頭（しもせど）：浜川の一部より新設。
- 砂辺（すなべ）
- 玉上（たまがみ）：玉代勢の一部より新設。
- 北谷（ちゃたん）
- 浜川（はまがわ）
- 吉原（よしはら）：伝道・平安山の一部より新設。

以下はそれ以後に新設された字である。
- 宮城（みやぎ）：1971年、埋立により新設
- 港（みなと）：1977年、埋立により新設
- 美浜（みはま）：桑江の一部より？独立。年不詳。
- 桃原（とうばる）：吉原の一部より？独立。年不詳。

以下は既存の字の一部から町名として設置された区域である。
- 北前1丁目（年不詳、住居表示未実施）

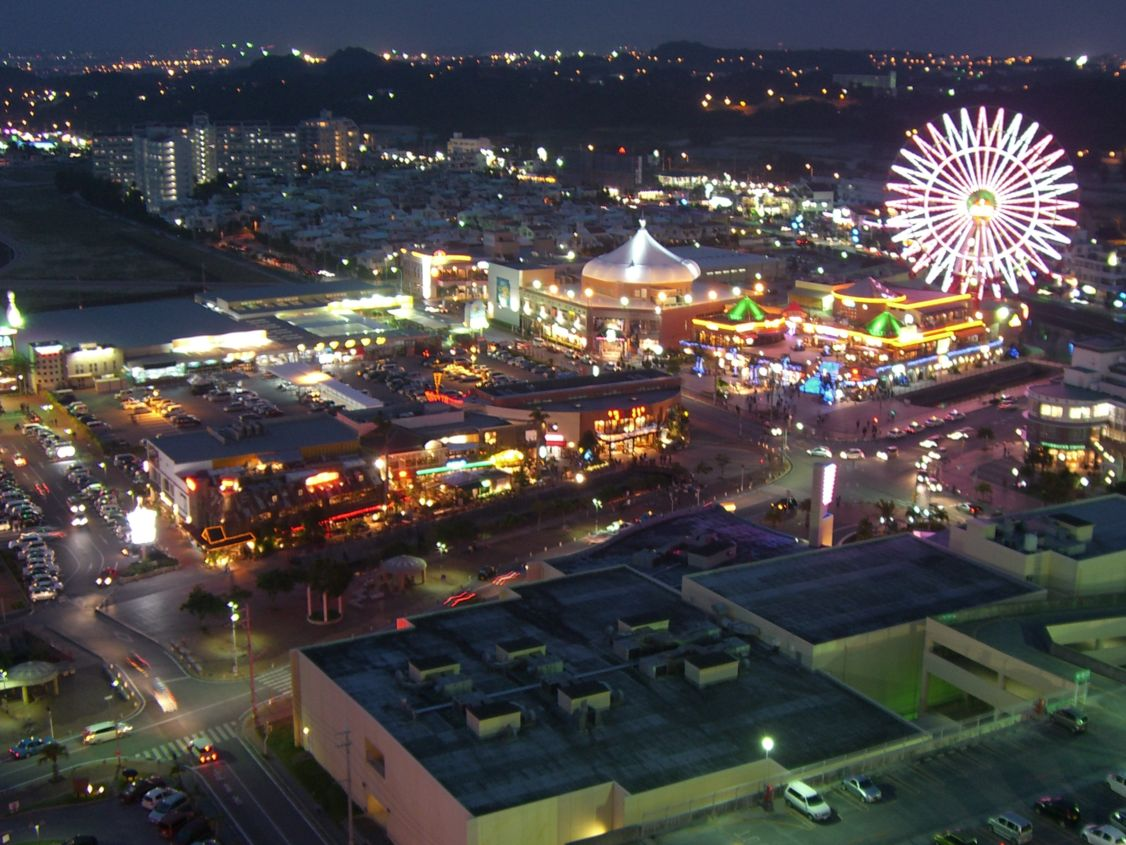
夜の美浜地区

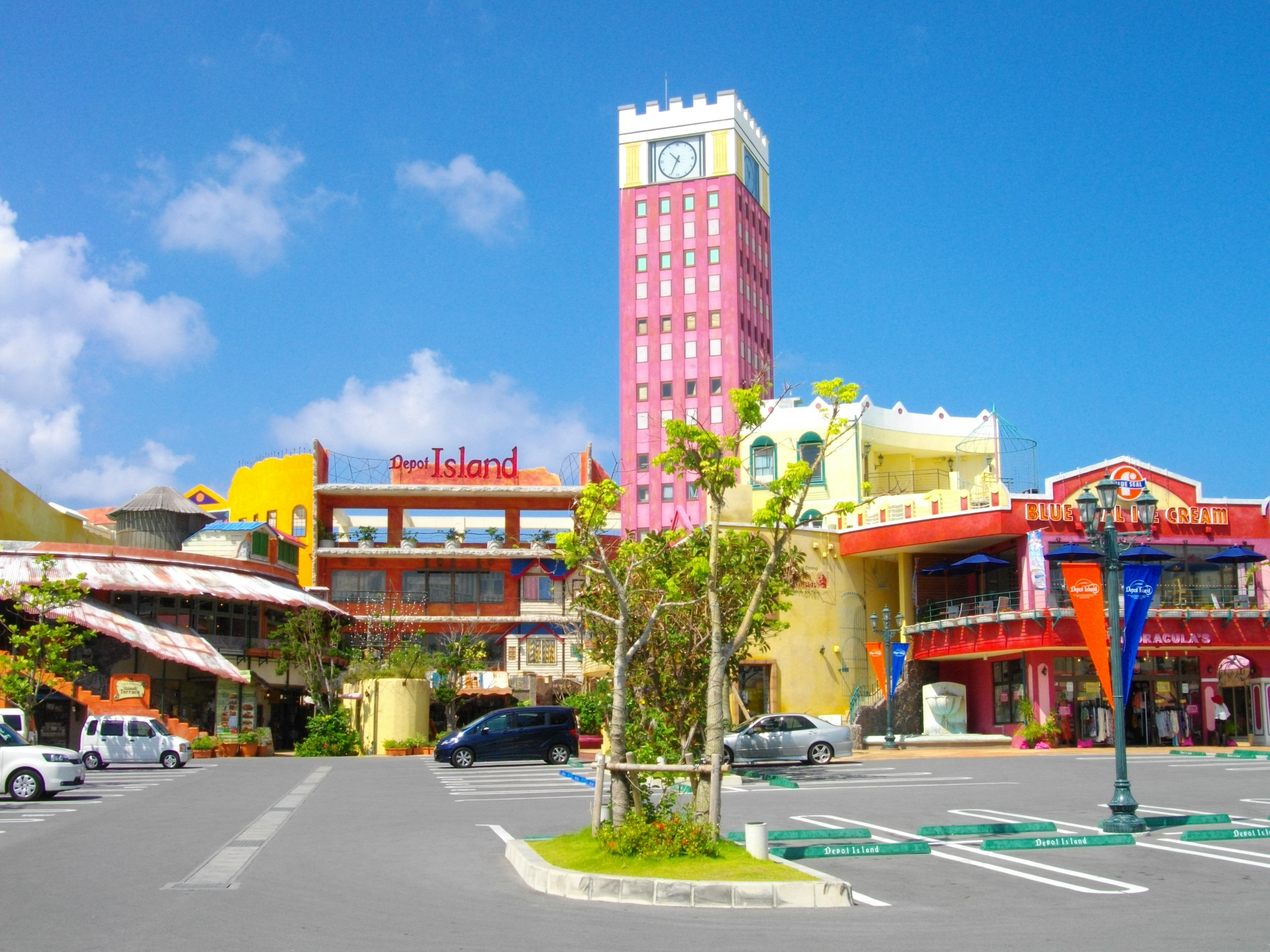
アメリカンビレッジ

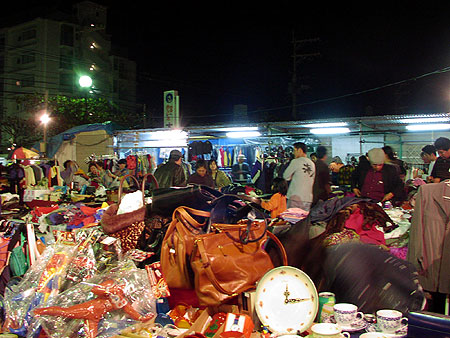
ハンビーナイトマーケット

- 北谷1 - 2丁目（年不詳、住居表示未実施）
- 美浜1 - 3丁目（年不詳、住居表示未実施）
- 桑江1丁目（2022年、住居表示実施）
- 伊平1 - 2丁目（2022年、住居表示実施）

このうち北前1丁目、北谷1・2丁目界隈をハンビーともいう。元々在日米軍海兵隊のハンビー飛行場があったためそう呼ばれる。

このほか、町内は以下の行政区に分かれる。
- 上勢
- 桃原
- 栄口
- 桑江
- 謝苅
- 北玉
- 宇地原
- 北前
- 宮城
- 砂辺
- 美浜

#### 河川
- 白比川

### 隣接する自治体
- 沖縄市（1974年3月までコザ市）
- 宜野湾市（1962年まで宜野湾村）
- 嘉手納町（1948年まで村内の一部で、それまでは読谷村が隣接していた）
- 北中城村（1946年まで中城村）

### 人口
| |                                        |  |
| 北谷町と全国の年齢別人口分布（2005年） | 北谷町の年齢・男女別人口分布（2005年） |  |
| ■紫色 ― 北谷町 ■緑色 ― 日本全国 | ■青色 ― 男性 ■赤色 ― 女性              |  |
| 北谷町（に相当する地域）の人口の推移 \| 1970年（昭和45年） \| 10,458人 \| \| \| 1975年（昭和50年） \| 12,765人 \| \| \| 1980年（昭和55年） \| 16,014人 \| \| \| 1985年（昭和60年） \| 19,008人 \| \| \| 1990年（平成2年） \| 20,730人 \| \| \| 1995年（平成7年） \| 23,737人 \| \| \| 2000年（平成12年） \| 25,554人 \| \| \| 2005年（平成17年） \| 26,848人 \| \| \| 2010年（平成22年） \| 27,264人 \| \| \| 2015年（平成27年） \| 28,308人 \| \| \| 2020年（令和2年） \| 28,201人 \| \| |                                        |  |
| 総務省統計局 国勢調査より |                                        |  |
| 1970年（昭和45年） | 10,458人                               |  |
| 1975年（昭和50年） | 12,765人                               |  |
| 1980年（昭和55年） | 16,014人                               |  |
| 1985年（昭和60年） | 19,008人                               |  |
| 1990年（平成2年） | 20,730人                               |  |
| 1995年（平成7年） | 23,737人                               |  |
| 2000年（平成12年） | 25,554人                               |  |
| 2005年（平成17年） | 26,848人                               |  |
| 2010年（平成22年） | 27,264人                               |  |
| 2015年（平成27年） | 28,308人                               |  |
| 2020年（令和2年） | 28,201人                               |  |

## 歴史
北谷間切は安仁屋・北谷・桑江・平安山・砂辺・野国・屋良・嘉手納・山内の9つの村から成り立っていた。
- 1671年：安仁屋が宜野湾間切に編入。

玉代勢・伝道・伊礼・浜川・野里を新設。
- 1908年4月1日：島嶼町村制施行に伴い、北谷間切が北谷村となる。役場は砂辺に置かれる。
- 1945年4月：沖縄戦で米軍の上陸地点となり即時に村全域が占領された。
- 1946年10月：桃原地区の一部への住民移動が許可される。
- 1947年1月：謝苅地区への住民移動が許可されたが、県内有数の穀倉地帯であった地勢のいい平坦地は許可地域とならなかった。そのため人々は地勢の険悪な土地を切り開いて住み着き、現在の謝苅の密集地区が形成される。
- 1948年12月4日：嘉手納など村北部が嘉手納村として分村（1976年に嘉手納町となる）[2]。
- 1980年4月1日：町制施行し北谷町となる。
- 1981年12月：キャンプ・フォスターのハンビー飛行場がすべて返還される。
- 1988年10月11日：北谷町運動公園が開設される。
- 1997年頃からアメリカンビレッジの造成工事が着工される。
- 2004年頃までにアメリカンビレッジの造成工事がほぼ完成する。
- 2007年頃からデポアイランドの造成工事が着工される。

## 行政
- 町長・渡久地政志

## 郵便
郵便配達は沖縄市にある沖縄郵便局が行う。
- 北谷桑江郵便局
- 北谷宮城郵便局
- 北谷郵便局
- ハンビー郵便局

## 教育

### 高等学校
- 沖縄県立北谷高等学校

### 中学校
- 北谷町立北谷中学校
- 北谷町立桑江中学校

### 小学校
- 北谷町立北谷小学校（敷地は市町境に面する沖縄市にある）
- 北谷町立北玉小学校
- 北谷町立浜川小学校
- 北谷町立北谷第二小学校

### 専修学校
- 専修学校サイテクカレッジ

### 専門学校
- 専門学校沖縄ブライダルモード学園
- 専門学校沖縄中央学園

### アメリカ軍立
DoDEA (アメリカ軍立):
- キリン小学校 (キャンプ・フォスター)[3]
- クバサキ高校（英語版） (キャンプ・フォスター) (北中城村)[4]

## 放送
- FMニライ（79.2MHz）北谷町・嘉手納町・宜野湾市（放送エリア）

## 交通

### バス

#### 路線バス
以下の路線が町内を通っている。下表の運行会社の「琉」は琉球バス交通の路線、「沖」は沖縄バスの路線。どちらも記載されている路線は両社の共同運行路線を示す。
| 番号 | 路線名               | 運行会社  | 起点         | 終点                   | 市町村                                                                    | 北谷町内の主な経由地               |
| ---- | -------------------- | --------- | ------------ | ---------------------- | ------------------------------------------------------------------------- | ---------------------------------- |
| 20   | 名護西線             | 琉球 沖縄 | 那覇BT       | 名護BT                 | 那覇市 - 浦添市 - 宜野湾市 - 北谷町 - 嘉手納町 - 読谷村 - 恩納村 - 名護市 | 国道58号（北谷、桑江、伊平、砂辺） |
| 120  | 名護西空港線         | 琉球 沖縄 | 那覇空港     | 名護BT                 | 那覇市 - 浦添市 - 宜野湾市 - 北谷町 - 嘉手納町 - 読谷村 - 恩納村 - 名護市 | 国道58号（北谷、桑江、伊平、砂辺） |
| 28   | 読谷（楚辺）線       | 琉球 沖縄 | 那覇BT       | 読谷BT                 | 那覇市 - 浦添市 - 宜野湾市 - 北谷町 - 嘉手納町 - 読谷村                   | 国道58号（北谷、桑江、伊平、砂辺） |
| 29   | 読谷（喜名）線       | 琉球 沖縄 | 那覇BT       | 読谷BT                 | 那覇市 - 浦添市 - 宜野湾市 - 北谷町 - 嘉手納町 - 読谷村                   | 国道58号（北谷、桑江、伊平、砂辺） |
| 228  | 読谷おもろまち線     | 琉球 沖縄 | おもろまち駅 | 読谷BT                 | 那覇市 - 浦添市 - 宜野湾市 - 北谷町 - 嘉手納町 - 読谷村                   | 国道58号（北谷、桑江、伊平、砂辺） |
| 43   | 北谷線               | 沖縄      | 那覇BT       | 北谷町役場             | 那覇市 - 浦添市 - 宜野湾市 - 北谷町                                       | 北谷、桑江                         |
| 62   | 中部線               | 琉球      | 読谷BT       | 砂辺駐機場             | 読谷村 - 嘉手納町 - 沖縄市 - 北谷町                                       | 謝苅、アメリカンビレッジ、北谷宮城 |
| 63   | 謝苅線               | 琉球      | 那覇BT       | 具志川BT               | 那覇市 - 浦添市 - 宜野湾市 - 北谷町 - 沖縄市 - うるま市                   | ハンビータウン、謝苅               |
| 263  | 謝苅おもろまち線     | 琉球      | おもろまち駅 | 具志川BT               | 那覇市 - 浦添市 - 宜野湾市 - 北谷町 - 沖縄市 - うるま市                   | ハンビータウン、謝苅               |
| 75   | 石川北谷線           | 琉球      | 東山駐車場   | 北谷町老人福祉センター | うるま市 - 沖縄市 - 北谷町                                                | 北谷高校                           |
| 96   | 北谷〜イオンモール線 | 沖縄      | 北谷町役場   | ライカム               | 北谷町 - 北中城村                                                         | 桑江、ファイヤーステーション前     |
| 112  | 国体道路線           | 琉球      | 那覇BT       | 具志川BT               | 那覇市 - 浦添市 - 宜野湾市 - 北谷町 - 沖縄市 - うるま市                   | 北谷、桑江、伊平、上勢頭           |

#### その他のバス路線
那覇空港と町内の観光地・リゾートホテルを結ぶリムジンバスが運行されている。いずれも路線バスと同様の方法で利用可。
- 沖縄バス - リムジンバスAエリア、ABエリア
- カリー観光 - 北谷ライナー、美ら海ライナー

### フィーダー交通

#### 支線公共交通　デマンドバス
2021年7月よりデマンドバスとして「C-BUS」を運行している。
2017年6月19日より2021年6月20日までは同名のコミュニティバスとして町域の北半分を運行する北コース、南半分を運行する南コースの2路線を運行していた。

#### 域内公共交通　美浜シャトルカート・美浜シェアカート
2021年３月より　美浜（アメリカンビレッジ〜フィッシャリーナ）ボードウォークで海沿いルートを運行
2020年7月より　美浜（アメリカンビレッジ周辺）公道ルートで運行

### 道路
- 国道58号
  - 沖縄西海岸道路
- 沖縄県道23号沖縄北谷線（主要地方道・国体道路）
- 沖縄県道24号線
- 沖縄県道130号線

## 北谷町と米軍基地
日本軍の中飛行場があったため米軍の上陸地点となった北谷町は、多くの住民の命が失われた。現在も4つの米軍関係施設があり、米軍基地が町の総面積の52.3%を占めている。

### 北谷町の米軍基地
- 嘉手納飛行場：19,855千平方メートル（北谷町約3,635千平方メートル・18％）
- キャンプ桑江：675千平方メートル（北谷町）
- キャンプ瑞慶覧：5,450千平方メートル（うち北谷町2,571千平方メートル）
- 陸軍貯油施設：1,277千平方メートル（うち北谷町408千平方メートル）

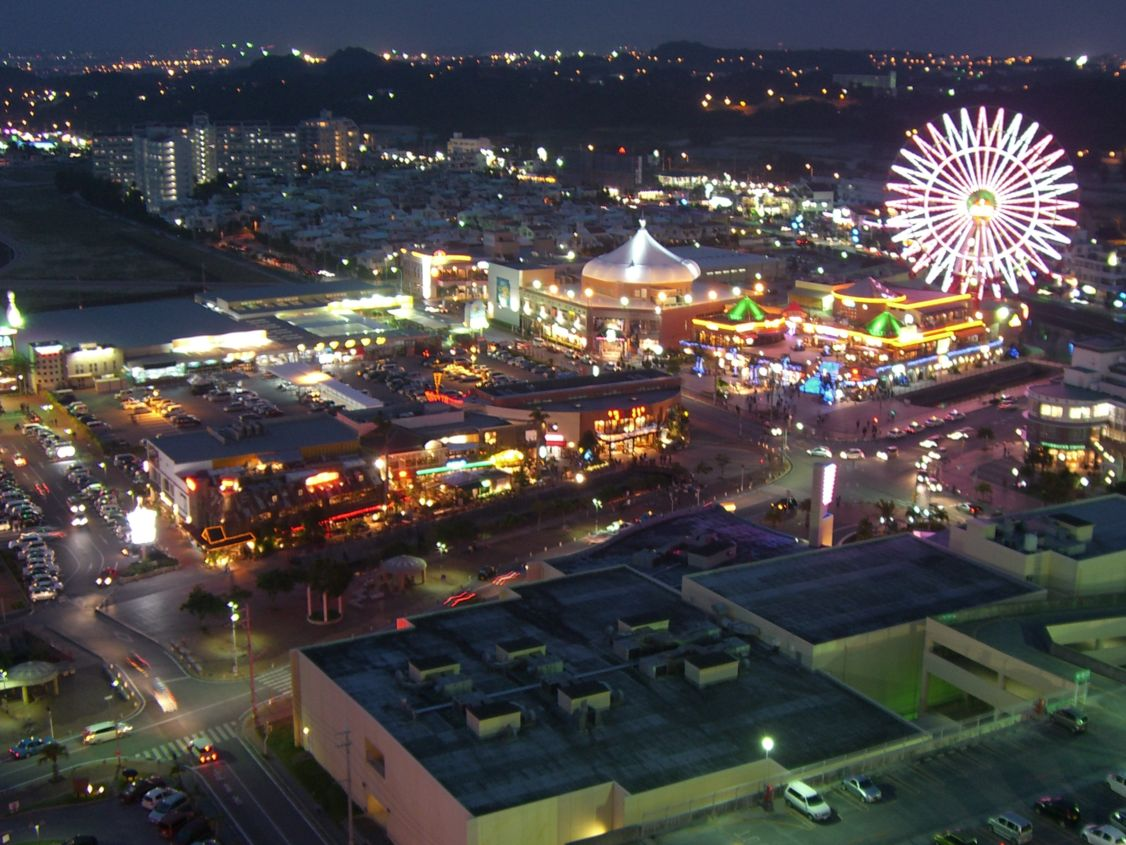
夜のアメリカンビレッジ（2007年4月）

### 返還された米軍基地
ハンビー飛行場の返還
キャンプ瑞慶覧の382千平方メートルが返還され、ハンビー・タウンとなる。美浜タウンリゾート・アメリカンビレッジは一大観光地となる。北谷町の試算では、1991年から2002年までの12年間で、経済波及効果は1726億円。固定資産税は357万円は2億8600万円と81倍に。以前の基地雇用では100人たらずが、返還によって2000人の雇用創出となった。
メイ・モスカラー射撃訓練場の返還
土地区画整理事業を進め、商業業務施設を中心とした都市開発がすすめられ、1996年から2002年のわずか7年間で、経済波及効果は402億円に、固定資産税も192万円から1億8500万円と56倍に増えた。
その他
- カシジ陸軍補助施設（1976年返還）
- 砂辺陸軍補助施設（1977年返還）
- VOA通信所（1977年返還）
- 砂辺倉庫（1993年返還）

## 著名な出身者
- 安次富大鐘（男子サッカー選手）
- 伊志嶺忠（野球選手）
- 伊禮麻乃（歌手）
- 伊礼肇（衆議院議員・北谷村長）
- 伊礼喜洋（ボクサー）
- 北村三郎（俳優）
- さーきー（お笑い芸人「スズカーサーキット」）
- 富川盛武（沖縄県副知事、沖縄国際大学学長）
- なかま亜咲（漫画家）
- 日隈ジュリアス（野球選手）
- 日隈モンテル（野球選手）
- 屋良朝博（衆議院議員・ジャーナリスト）
- 與那嶺啓（琉球放送アナウンサー）
- よなは徹（民謡歌手）

## 北谷町を撮影した映像作品
- 映画 風が通り抜ける道（2024年公開/沖縄県後援）